# Karl Kendzia
Karl Kendzia (* 25. August 1897 in Leipzig; † 20. Februar 1973 in Berlin) war ein deutscher Schauspieler.

## Leben
Nach dem Schauspielunterricht in Leipzig wirkte Karl Kendzia an verschiedenen Bühnen, so auch in Zittau, Altenburg und Gotha. 1938 kam er als Schauspieler und Regisseur nach Halle (Saale) und war dort von 1945 bis 1952 auch Intendant. Anschließend ging er als Schauspieler an das Deutsche Theater nach Berlin, um hier 1957 an die Volksbühne zu wechseln. Als markanter Charakterspieler und Komiker war er auch vielfach bei Film und Fernsehen tätig.
In Halle an der Saale wurde sein Wirken mit der Benennung einer Straße im Theaterviertel zum Karl-Kendzia-Weg geehrt. Die Straßenschilder tragen zur Erläuterung folgende zusätzliche Erklärung: „Der Schauspieler und Regisseur Karl Kendzia (1897–1973) leitete das hallesche Theater unmittelbar nach Ende des Zweiten Weltkriegs. Unter ihm wurden die städtischen Bühnen 1948 zum Landestheater.“ Außerdem lehrte er an der Staatlichen Hochschule für Theater und Musik Halle.

## Filmografie
- 1952: Karriere in Paris
- 1953: Die Unbesiegbaren
- 1954: Ernst Thälmann – Sohn seiner Klasse
- 1954: Alarm im Zirkus
- 1955: Wer seine Frau lieb hat …
- 1955: Robert Mayer – Der Arzt aus Heilbronn
- 1956: Treffpunkt Aimée
- 1956: Eine Berliner Romanze
- 1957: Schlösser und Katen
- 1958: Sie kannten sich alle
- 1960: Seilergasse 8
- 1960: Alwin der Letzte
- 1961: Gewissen in Aufruhr (Fernsehfilm, 5 Teile)
- 1962: Fernsehpitaval: Auf der Flucht erschossen (Fernsehreihe)
- 1964: Wolf unter Wölfen (Fernsehfilm, 4 Teile)
- 1965: Entlassen auf Bewährung
- 1965: Tiefe Furchen
- 1966: Pitaval des Kaiserreiches: Der Prozeß gegen die Gräfin Kwilecki (Fernsehreihe)
- 1966: Blaulicht – Folge 26: Maskenball
- 1970: Jeder stirbt für sich allein (Fernsehfilm, 3 Teile)

## Theater

### Regie
- 1945: Gotthold Ephraim Lessing: Nathan der Weise – (Städtische Bühnen Halle/Saale)
- 1946: Günther Weisenborn: Die Illegalen – (Städtische BühnenHalle/Saale)
- 1946: Hermann Bahr: Das Konzert – (Städtische Bühnen Halle/Saale)
- 1947: F. I. Erhard: Richter und Korsar – (Städtische Bühnen Halle/Saale)
- 1948: George Bernard Shaw: Der Arzt am Scheideweg – (Landestheater Sachsen-Anhalt Halle/Saale – Kammerspiele)
- 1948: Georg Friedrich Händel: Xerxes – (Landestheater Sachsen-Anhalt Halle/Saale)
- 1949: Johann Wolfgang von Goethe: Egmont – (Landestheater Sachsen-Anhalt Halle/Saale)
- 1950: Georg Kaiser: Napoleon in New Orleans – (Landestheater Sachsen-Anhalt Halle/Saale)
- 1950: Bertolt Brecht: Herr Puntila und sein Knecht Matti – (Landestheater Sachsen-Anhalt Halle/Saale)
- 1951: Victor Clement: Die Marseillaise (auch Rolle als Francois Drogen) – (Landestheater Sachsen-Anhalt Halle/Saale)
- 1952: Friedrich Schiller: Wilhelm Tell –  (Landestheater Sachsen-Anhalt Halle/Saale)

### Schauspieler
- 1946: Friedrich Schiller: Don Karlos – Regie: Hans-Georg Rudolph (Städtische Bühnen Halle/Saale)
- 1952: Maxim Gorki: Jegor Bulytschow und die Anderen (Swonzow) – Regie: Hans Jungbauer (Deutsches Theater Berlin)
- 1953: Harald Hauser: Prozeß Wedding – Regie: Wolfgang Langhoff (Deutsches Theater Berlin)
- 1953: Julius Hays: Der Putenhirt (Beamter) – Regie: Fritz Wendel (Deutsches Theater Berlin – Kammerspiele)
- 1953: Maxim Gorki: Ssomow und Andere – Regie: Wolfgang Heinz (Deutsches Theater Berlin)
- 1955: Alfred Matusche: Die Dorfstraße (Arzt) – Regie: Hannes Fischer (Deutsches Theater Berlin – Kammerspiele)
- 1957: Gerhart Hauptmann: Die Weber (Lumpensammler Hornig) – Regie: Ernst Kahler (Volksbühne Berlin)
- 1957: Helmut Baierl: Die Feststellung – Regie: Hagen Mueller-Stahl (Volksbühne Berlin – Theater im 3. Stock)
- 1959: Hedda Zinner: Was wäre wenn … (Ebermayer) – Regie: Otto Tausig (Volksbühne Berlin)
- 1960: Gerhart Hauptmann: Fuhrmann Henschel (Wermelskirch) – Regie: Erich-Alexander Winds (Volksbühne Berlin)
- 1960: Carl Sternheim: Der Kandidat – Regie: Fritz Wisten (Volksbühne Berlin)
- 1961: Friedrich Wolf: Beaumarchais oder Die Geburt des Figaro (Advokat Bergasse) – Regie: Rudi Kurz (Volksbühne Berlin)
- 1961: Robert Adolf Stemmle/Erich Engel: Affäre Blum (Platzer) – Regie: Hagen Mueller-Stahl (Volksbühne Berlin)
- 1962: Gotthold Ephraim Lessing: Emilia Galotti (Maler Conti) – Regie: Gerd Klein (Volksbühne Berlin)
- 1962: Gerhart Hauptmann: Florian Geyer – Regie: Wolfgang Heinz (Volksbühne Berlin)
- 1962: Carlo Goldoni: Der Diener zweier Herren (Dr. Lombardi) – Regie: Otto Tausig (Volksbühne Berlin)
- 1963: Carl Zuckmayer: Der Hauptmann von Köpenick (Trödler) – Regie: Hannes Fischer (Volksbühne Berlin)
- 1963: Nikolai Pogodin: Mein Freund – Regie: Hannes Fischer (Volksbühne Berlin)

## Hörspiele
- 1925: Gerhart Hauptmann: Hanneles Himmelfahrt (Hanke, Armenhäusler/Dr. Wachler) – Regie: Julius Witte (Hörspiel – MIRAG)
- 1925: Sophokles: Oedipus (Ein Korinther) – Regie: Julius Witte (Hörspiel – MIRAG)
- 1925: Hans Sachs: Der Rossdieb zu Fünsing (Ul von Fünsing) – Regie: Julius Witte (Hörspiel – MIRAG)
- 1925: Hans Sachs: Der Teufel mit dem alten Weibe (Der Teufel) – Regie: Julius Witte (Hörspiel – MIRAG)
- 1947: Paul van der Hurk: Schuß im Rampenlicht (Knud Gunnarson) – Regie: Cay Dietrich Voss (Kriminalhörspiel – Mitteldeutscher Rundfunk)
- 1954: Friedrich Schiller: Die Räuber (Daniel, Hausknecht) – Regie: Martin Flörchinger (Hörspiel – Rundfunk der DDR)
- 1956: Robert Ardrey: Leuchtfeuer (Briggs) – Regie: Gerhard Rentzsch (Hörspiel – Rundfunk der DDR)
- 1956: Béla Balázs: Wolfgang Amadeus Mozart (Pankratius, Prior) – Regie: Joachim Witte (Hörspiel – Rundfunk der DDR)
- 1956: Lion Feuchtwanger: Der Teufel in Boston (Samuel Parish, Pastor) – Regie: Wolfgang Heinz (Hörspiel – Rundfunk der DDR)
- 1957: Erhard Rühle: Durch die Wälder, durch die Auen (Schmiedel, Kammermusikus) – Regie: Richard Hilgert (Hörspiel – Rundfunk der DDR)

## Synchronisation
| Jahr | Rolle              | Darsteller       | Filmtitel         |
| ---- | ------------------ | ---------------- | ----------------- |
| 1958 | Giovannas Vater    | Virgilio Riento  | Giovanna          |
| 1959 | Gül Baba           | Sandor Kömives   | Leila und Gabor   |
| 1960 | Monsieur Josserand | Olivier Hussenot | Der schöne Octave |

## Auszeichnungen
- 1964: Ehrenmitglied der Volksbühne Berlin
- 1964: Ehrenmitglied des Maxim-Gorki-Theaters Berlin[3]
- 1965: Silberner Lorbeer des DFF für die Mitwirkung in Wolf unter Wölfen